# Dmitrij Balasjov

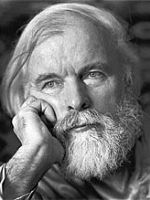
Dmitrij Balasjov

Dmitrij Balasjov (ryska: Дмитрий Михайлович Балашов), född 7 december 1927, död 17 juli 2000, var en rysk historiker och författare.
Balasjov föddes i Leningrad 1927 och tog en examen från Leningrads teaterhögskola. Balasjov var filologie kandidat, folklorist och historiker. Han är upphovsman till böckerna Folkballader, Historien av den ryska balladgenren, Ryska brudsånger från Vita havets Terkusten. Ur hans penna flöt också ett flertal historiska romaner: Herr Stora Novgorod, Borgmästarinnan Marfa, Lov till Sergij, Den stora tronen, Maktens börda, Avsägelse, Det heliga Rus osv. Hans historiska verk handlar om den period i Rysslands historia när ryska furstendömen förde kamp mot teutoniska riddare och tatarer och när furstar av Moskva började ta en ledande ställning bland andra ryska furstar. 
Balasjov mördades den 17 juli 2000 på sin datja i Novgorod oblast under oklara omständigheter. Författarens son Arsenij och hans kompis erkände mordet och dömdes till några års fängelse men förnekar numera mordet.
I staden Novgorod finns en bronsbyst av och en plats uppkallad efter honom, Balasjovskij skvär, på stadens östra sida, norr om gatan Fjodorovskij Rutjej.

### Romancykeln “Moskvahärskarna”
- Den yngre sonen (Младший сын) – historisk roman (1975)
- Maktens börda (Бремя власти) – historisk roman (1979)
- Den stora tronen (Великий стол) – historisk roman (1981)
- Simeon den stolte (Симеон Гордый) – historisk roman (1983)
- Tidens vind (Ветер времени) – historisk roman (1987)
- Avsägelse (Отречение) – historisk roman (1989)
- Det heliga Rus (Святая Русь) – historisk roman (1991-1997)
- Frihet och makt (Воля и власть) – historisk roman (2000)